# Lucien Salette
Lucien Salette est un homme politique français né le 10 août 1879 à Sète (Hérault) et mort le 9 mars 1937 à dans la même ville.

## Biographie
Julien André Lucien Salette est le fils de Jean Baptiste Salette, brigadier des douanes. Lucien Salette a mené une carrière d'instituteur. En 1901, il enseigne à Aniane, puis en 1911 à Villeveyrac.

### Première Guerre mondiale
Pendant la Première Guerre mondiale, mobilisé en 1914, il a été nommé adjudant le 10 décembre 1914. En 1915 il est blessé une première fois. Le 16 octobre 1917, il passe au 52e régiment d'infanterie coloniale. Du 15 au 18 juillet 1918, le régiment est à l'ouest d'Épernay. Lucien Salette est cité à l'ordre de la division : « Chef de section plein de dévouement, de zèle et de courage. Il est grièvement blessé le 16 juillet 1918 en entraînant ses hommes à la bataille. ». Il est hospitalisé du 17 juillet 1918 au 23 octobre 1919. Il reste mutilé avec une invalidité de 80% par suite d'une blessure par balle. 

### L'homme public
Lucien Salette se présente aux élections de  1928 dans la 3e circonscription de Montpellier,. Arrivé en tête au premier tour, il est battu au 2e tour par Adolphe Merle par 6 790 voix contre 6 659. Adolphe Merle décède le 30 janvier 1930. Lucien a été élu député SFIO de l'Hérault le 6 avril 1930 à l'élection complémentaire avec 5 785 voix contre 3 400. Lucien Salette est réélu le 1er mai 1932 au premier tour avec 6 968 voix sur 12 788 votants et le 3 mai 1936 au second tour avec 8 968 voix sur 12 473 votants. Lors de cette dernière élection, il fait campagne contre Lucien Bayrou, grand-oncle de François Bayrou et candidat pour l'Action française. 
Il appartient aux commissions des pensions, des douanes, de la marine marchande, ainsi qu'à la commission d'enquête sur la crise du 6 février 1934. Ses interventions concernent le sort des pensionnés de guerre, et les problèmes de sa région (viticulture et commercialisation des vins).
Il intervient par ailleurs dans la vie de la commune comme pour la XVe traversée de Sète à la nage.
Il meurt en 1937.

## Décorations
- Médaille militaire
- Croix de guerre 1914–1918 avec palme

## Hommage
Une rue de Sète porte son nom.

### Sources
- « Lucien Salette », dans le Dictionnaire des parlementaires français (1889-1940), sous la direction de Jean Jolly, PUF, 1960 [détail de l’édition]
- Biographie